# Polskie Centrum Pomocy Międzynarodowej
Polskie Centrum Pomocy Międzynarodowej (PCPM, ang. Polish Center for International Aid) – jedna z największych polskich organizacji pozarządowych niosących pomoc rozwojową i humanitarną poza granicami Polski. Została założona w 2006 roku przez dr Wojciecha Wilka. Jest organizacją pożytku publicznego specjalizującą się w pomocy międzynarodowej: humanitarnej, rozwojowej, ratunkowej przy wykorzystaniu zróżnicowanych źródeł finansowania.
Fundacja została powołana, by łagodzić następstwa kryzysów humanitarnych – zarówno konfliktów zbrojnych, jak i klęsk żywiołowych – oraz umożliwiać ich ofiarom otrzymywanie pomocy z Polski. W tym celu przygotowuje i realizuje projekty humanitarne, rozwojowe, techniczne, edukacyjne oraz z dziedziny rzecznictwa. Fundacja opiera się na doświadczeniu organizacji najefektywniej działających w sferze pomocy humanitarnej.
Przy Fundacji PCPM działa również Zespół Ratunkowy PCPM (ang. Emergency Medical Team PCPM), który jest prowadzony i finansowany jako część jej działalności statutowej. W miejscu katastrofy działa pod egidą Światowej Organizacji Zdrowia (WHO). Jest jedyną w Polsce i jedną z kilku w Europie medycznych grup szybkiego reagowania, zdolnym do wyjazdu do strefy dotkniętej klęskami żywiołowymi (np. trzęsieniem ziemi) lub kryzysami humanitarnymi w ciągu 24 godzin.

## Główny cel
Nadrzędnym celem Polskiego Centrum Pomocy Międzynarodowej jest zwiększenie przepływu pomocy humanitarnej i rozwojowej z terytorium Polski na tereny dotknięte skutkami kryzysów. Ważnym kierunkiem działań Fundacji jest również zwiększenie świadomości w społeczeństwie polskim o zagadnieniach z dziedziny pomocy humanitarnej i rozwojowej oraz kształtowanie pozytywnego wizerunku Polski na arenie międzynarodowej.
Misją Fundacji PCPM jest niesienie pomocy humanitarnej, rozwojowej i ratunkowej osobom potrzebującym na całym świecie, w szczególności ofiarom konfliktów zbrojnych i klęsk żywiołowych.

## Bieżąca działalność
Pomoc humanitarna:
 Misja w Sudanie Południowym
- Pomoc głodującym
- Wsparcie centrum dożywiania w Gordhim
- Wsparcie Oddziału Matki i Dziecka w Sudanie Płd[2]

 Misja w Libanie - Fundacja PCPM od 2012 roku prowadzi w Libanie, na granicy z Syrią, największy program pomocy humanitarnej realizowany przez polską organizację pozarządową, w ramach której m.in.:
- Zapewnia pomoc dla uchodźców syryjskich w Libanie w dystrykcie Akkar
- Prowadzi klinikę stacjonarną i mobilną dla uchodźców syryjskich w Bire (miasto) (Liban)
- Opłaca za nich całość lub część czynszu za wynajmowane przez uchodźców pomieszczenia
- Kreuje nowe, legalne miejsc pracy dla Syryjczyków w Libanie m.in. w robotach publicznych i budownictwie[4]
- Pomaga syryjskim uchodźcom przetrwać zimę, dając zapomogi na opał, uszczelnienie okien, drzwi itp.
- Prowadzi szkolenia przeciwpożarowe w obozowiskach namiotowych i wyposaża je w sprzęt strażacki[5].
- Prowadzi centrum edukacyjne w Bire dla dzieci i młodzieży.

 Misja na Ukrainie (po 24 lutego 2022 r.)
- Ewakuacje cywilów ze strefy konfliktu.
- Ewakuacje medyczne.
- Transporty pomocy humanitarnej do Ukrainy, w tym środki sanitarne, sprzęt medyczny, żywność.
- Program zapomóg pieniężnych dla uchodźców wewnętrznie przesiedlonych w Ukrainie.
- Prowadzenie biura logistycznego fundacji we Lwowie oraz centrum ewakuacyjnego dla ukraińskich uchodźców wewnętrznych pod Krzemieńczukiem, tam też znajduje się jeden z magazynów pomocy humanitarnej.
- Program zatrudnienia interwencyjnego w Polsce dla nauczycieli i tłumaczy z Ukrainy „Cash for Work”.
- Program ogólnych i specjalnych zapomóg pieniężnych dla uchodźców z Ukrainy w Polsce. Specjalne zapomogi przeznaczone są dla osób z niepełnosprawnościami i ich opiekunów oraz seniorów po 60 r.ż.
- Prowadzenie Centrum Tranzytowego PCPM dla ukraińskich uchodźców przy dworcu Wschodnim w Warszawie.
- Prowadzenie w Warszawie dwóch placówek dla matek z dziećmi z Ukrainy - Centrum Edukacyjno-Kreatywne (CEK).

Pomoc rozwojowa:
 Misja w Kenii
- Tworzenie struktur straży pożarnej, szkolenie i wyposażenie zespołów strażackich[8].
- Rozbudowa Centralnego Ośrodka Szkolenia Strażackiego.
- Pomoc we wprowadzeniu ustandaryzowanego programu kształcenia zawodowego.

 Misja w Palestynie
- Wsparcie dla rolnictwa – wprowadzanie nowych technologii upraw i nawadniania.
- Wsparcie spółdzielni rolniczych – uczenie przedsiębiorczości i szkolenia biznesowe, które pozwoliły wzmocnić markę palestyńską markę Mawasem, zdobyć dla niej certyfikaty i wprowadzić jej produkty na zagraniczne rynki[10].
- Aktywizacja kobiet oraz bezrobotnych absolwentów uczelni.
- Wsparcie społeczności lokalnych w usamodzielnianiu się i uniezależnianiu od wsparcia zagranicznych donorów.

 Misja w Etiopii
- Wsparcie programu dożywiania dzieci w etiopskiej szkole Selam Chora w miejscowości Debre Berhan.
- Prowadzenie szkoleń etiopskich ratowników medycznych.

 Misja w Iraku
- Naprawiła sieci kanalizacyjnej w miejscowości Batnaya na północy kraju.[12]
- Dostarczenie gospodarstwom rolnym dystryktu Sheihan (północ) sprzętu do zwiększenia efektywności hodowli owiec i kóz - dojarki oraz strzyżarki.[13]
- Program aktywizacji zawodowej kobiet w irackim Kurdystanie - dofinansowanie na rozpoczęcie działalności biznesowej.[14]
- Modernizacja i rozbudowa infrastruktury wodno-kanalizacyjnej w Mosulu.[15]
- Budowa centrum handlowego w mieście Telkaif w muhafazie Niniwa.[16]
- Projekt wsparcia władz samorządowych w gminach goszczących znaczą liczbę uchodźców syryjskich i irackich uchodźców wewnętrznych - zagospodarowanie przestrzenne, poprawa dostępności i jakości usług dla ludności oraz tworzeniu miejsc pracy.[17]

Zespół Ratunkowy PCPM
Pierwszy ochotniczy zespół szybkiego reagowania na klęski żywiołowe i kryzysy humanitarne poza granicami Polski, który pomagał po trzęsieniu ziemi w Nepalu, podczas powodzi w Bośni i Hercegowinie, poszkodowanym podczas wojny na Ukrainie, udzielali pomocy podczas kryzysu uchodźczego w Irackim Kurdystanie czy w Peru podczas lawin błotnych.

## Wcześniejsza działalność
Misja w Tadżykistanie
- Aktywizacja zawodowa kobiet
- Wsparcie społeczności lokalnych na obszarach wiejskich

 Misja w Etiopii
- Wyrównywanie szans edukacyjnych
- Oświetlenie szkół
- Tworzenie struktur straży pożarnej, szkolenie i wyposażenie zespołów strażackich

 Misja w Gruzji
- Zapobieganie klęskom żywiołowym.
- Przeciwdziałanie skutkom powodzi.
- Wdrażanie narzędzi do oceny ryzyka powodziowego.
- Ewaluacja przedszkoli pod względem bezpieczeństwa.
- Opracowywanie rekomendacji, mających pomóc wprowadzić brakujące w Gruzji normy bezpieczeństwa.

 Misja na Ukrainie
- Pomoc dla uchodźców wewnętrznych na Ukrainie (Charków)
- Przygotowanie obozu Romaszka (Charków) dla uchodźców z Donbasu

 Misja w Sudanie Południowym
- Pomoc dla dzieci szkolnych w obozie dla uchodźców pod Chartumem
- Centrum Doradcze dla bezrobotnych mieszkańców Dżuby (Sudan Południowy) (Juba Job Center)
- Budowa od podstaw struktur straży pożarnej
- Zarządzanie kryzysowe

 Misja na Cyprze
- Dostarczenie do obozu dla migrantów w miejscowości Limnes 80 domów modułowych.[19]

Edukacja humanitarna/rozwojowa w Polsce
- Cykl spotkań pt. Opowieści sudańskie